# Musée de l'histoire ferroviaire letton
 (octobre 2023).
Si vous disposez d'ouvrages ou d'articles de référence ou si vous connaissez des sites web de qualité traitant du thème abordé ici, merci de compléter l'article en donnant les références utiles à sa vérifiabilité et en les liant à la section « Notes et références ».
Le musée de l'histoire du chemin de fer letton (letton : Latvijas dzelzceļa vēstures muzejs) est une institution se trouvant à Riga des chemins de fer lettons.
Il se situe dans un ancien atelier de réparation ferroviaire et ouvrait en 1994, une branche du musée est à Jelgava ; cette section fut ouverte en 1982 par l'association Jelgava Railway Club, il est situé à côté de la gare de Jelgava. 

## Galerie de photographies

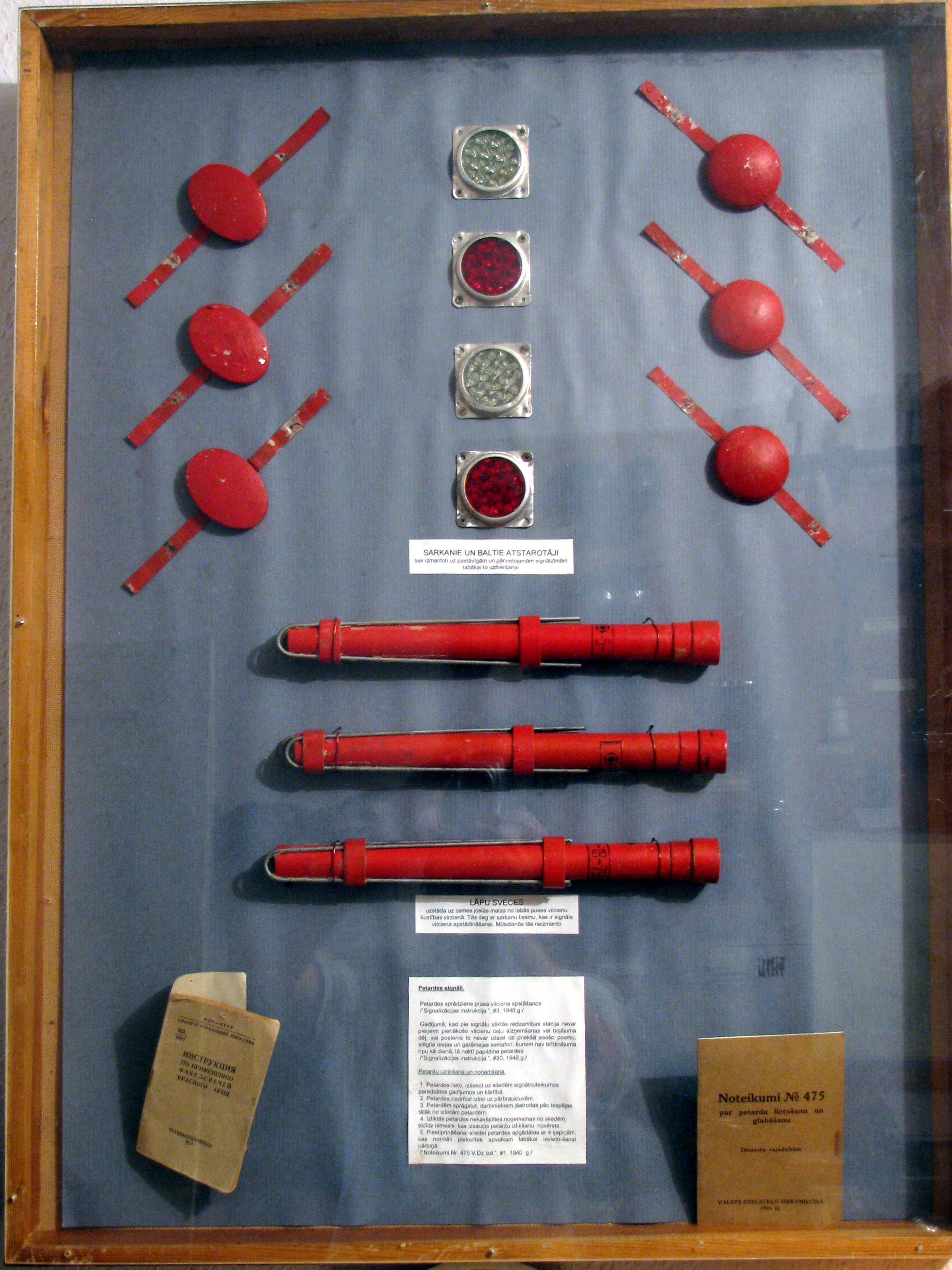
Feux de signalisation ;
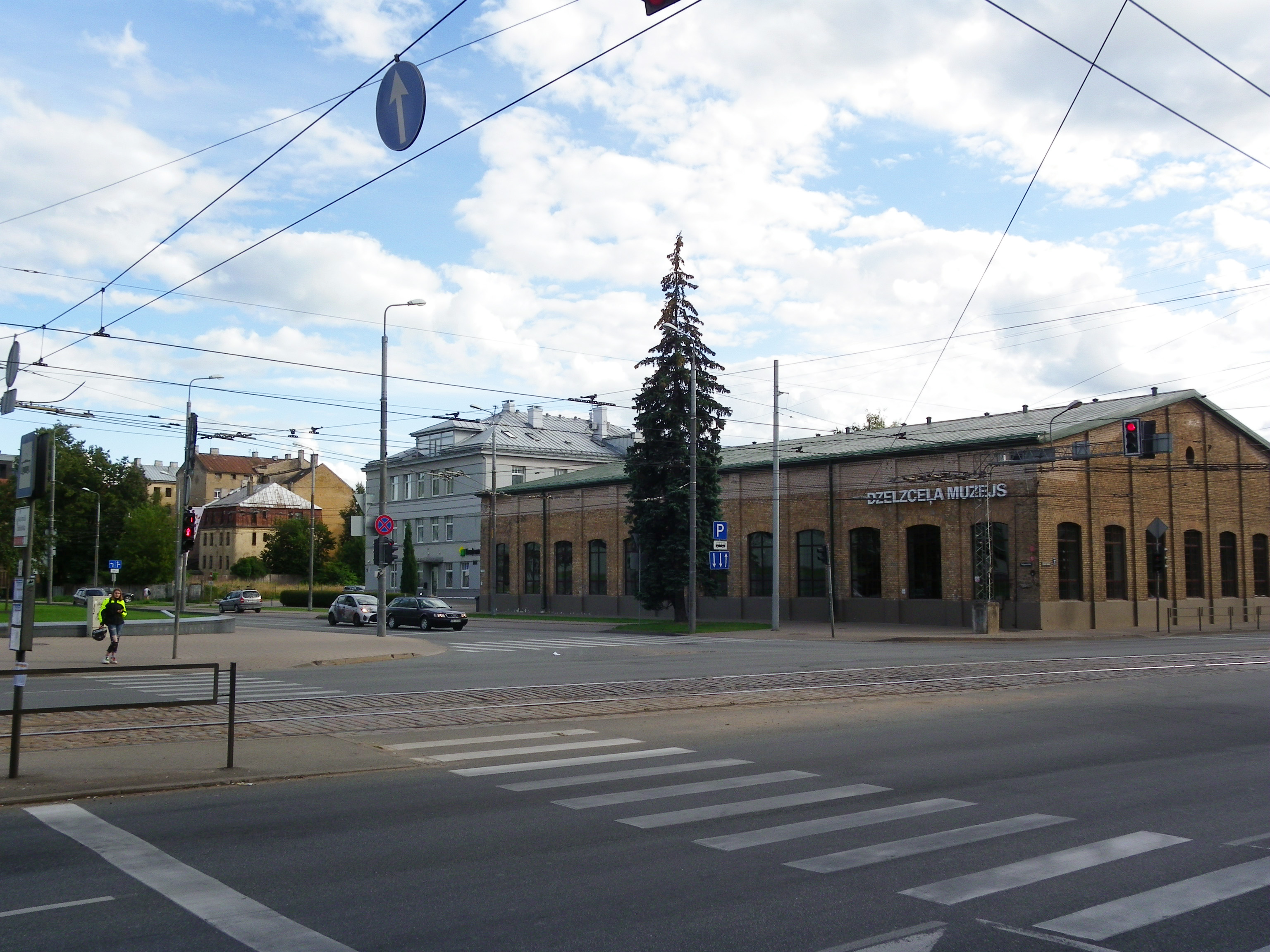
bâtiment rue Valguma ;
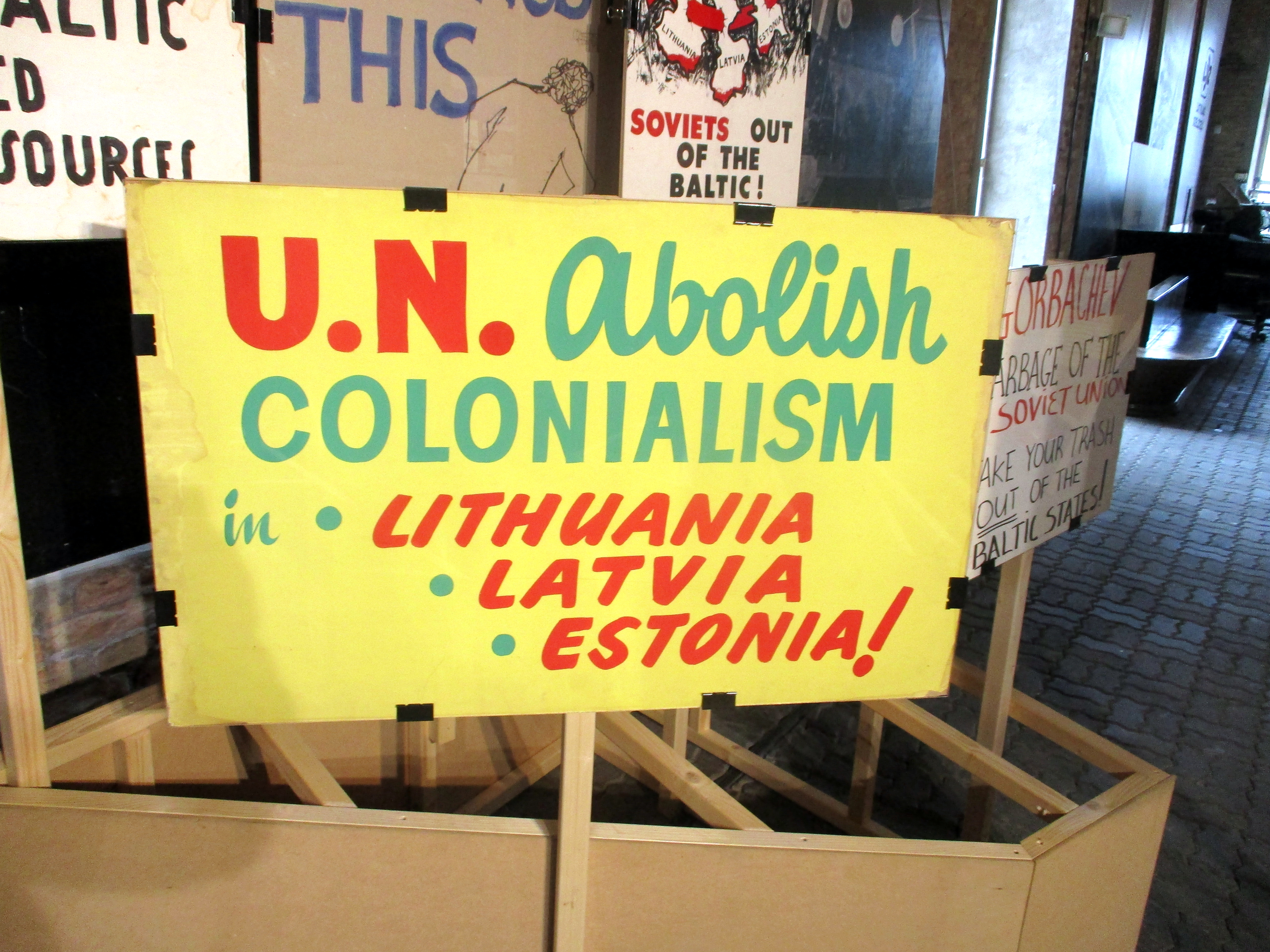
exposition Nyet, nyet, Soviet
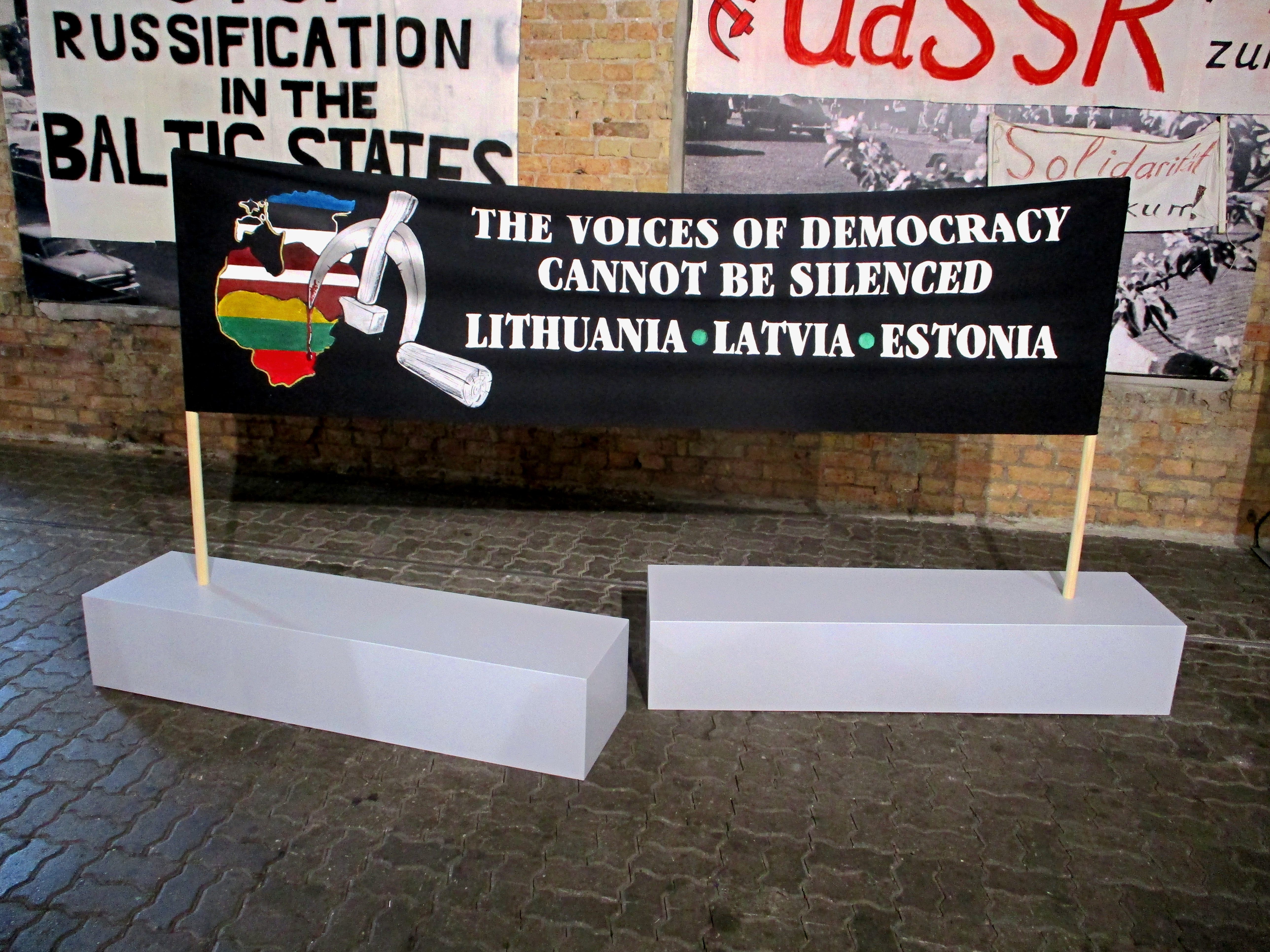
en 2022.
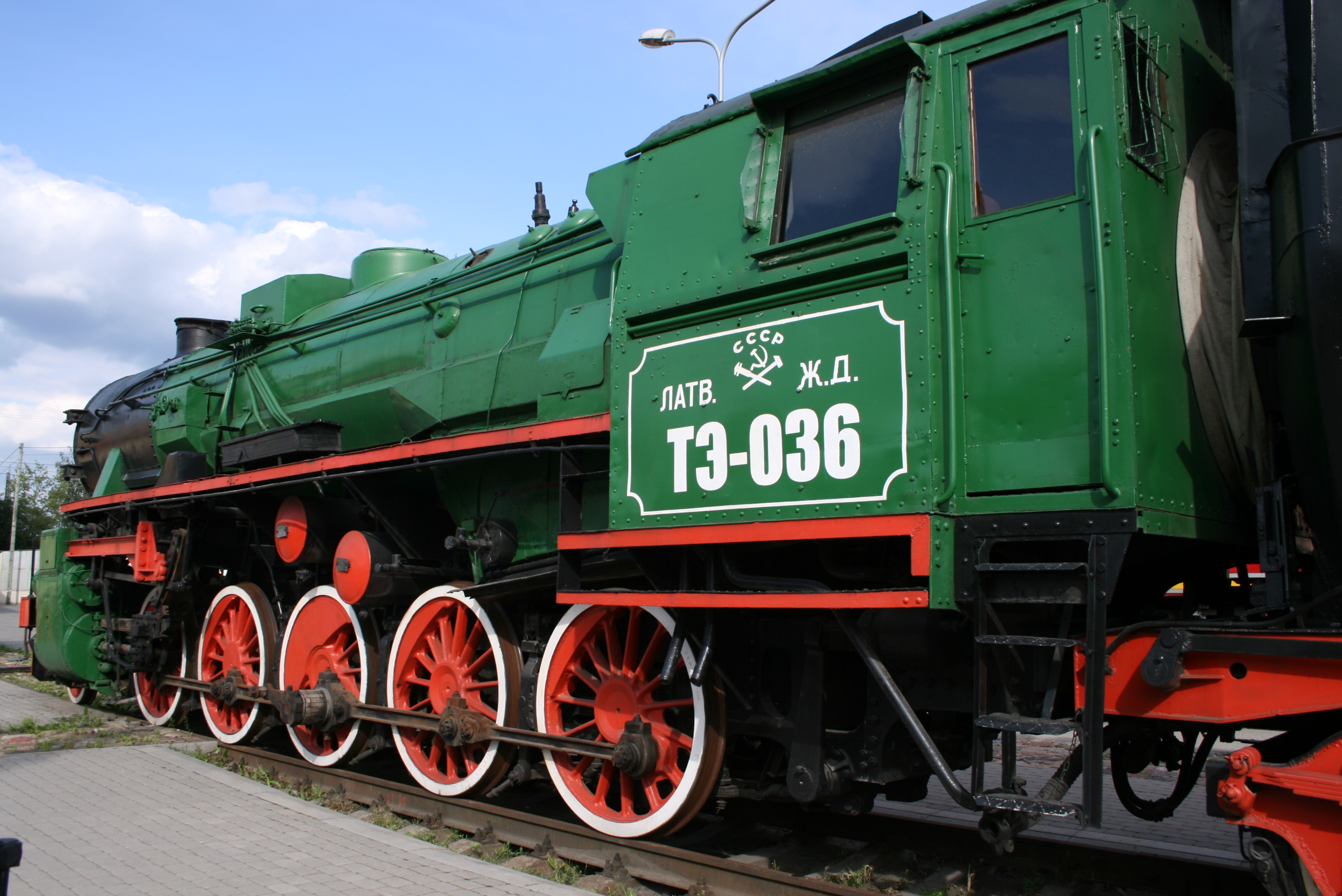
Locomotive à vapeur TE 036
une hybride VL-26-005
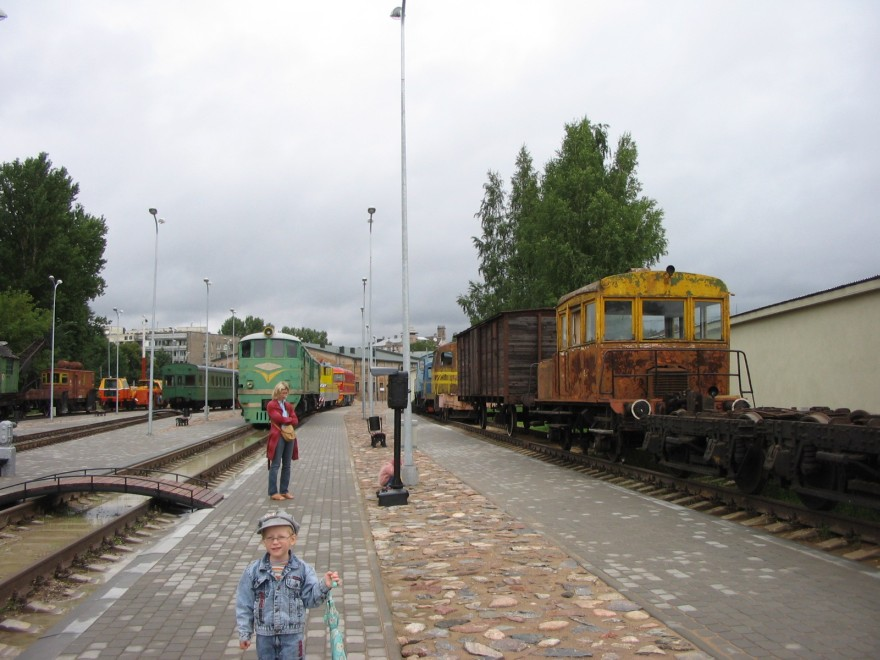
collection à l'extérieur.